# Измаильский, Всеволод Александрович
Всеволод Александрович Измаильский (1885—1973) — советский учёный, химик-органик; доктор химических наук (1938), профессор (1920); заслуженный деятель науки РСФСР (1947). Основные его труды посвящены химии красящих веществ и синтезу фармацевтических препаратов, является автором учебника «Упражнения по курсу органической химии».

## Биография
Родился 27 ноября (9 декабря по новому стилю) 1885 года в городе Вильна Российской империи.
В 1911 году окончил Саксонскую высшую техническую школу в Дрездене, затем в 1917 году — Санкт-Петербургский университет.
С 1917 года жил и работал в Москве. В 1917—1936 годах работал в Акционерном обществе «Русско-краска» (с 1918 года — Центральная лаборатория Анилтреста, с 1928 года — Центральная научно-опытная лаборатория Анилтреста, с 1931 года — НИИ полупродуктов и красителей им. К. Е. Ворошилова). Одновременно являлся профессором 2-го МГУ (1920—1930) и Московского государственного индустриально-педагогического института им. К. Либкнехта (1925—1941). В 1939 году предложил
классификацию хромофорных групп на основе электронного строения.
С 1941 года находился в эвакуации в Томске, работая 1941—1943 годах профессором Томского университета. Был председателем химической комиссии при ученом совете университета, читал курс органической химии и ряд спецкурсов. Вернувшись в Москву, с 1944 года был профессором Московского городского педагогического институт имени В. П. Потёмкина. В 1960 году этот вуз вошёл в состав Московского государственного педагогического института им. В. И. Ленина, профессором которого Измаильский был до конца жизни.
Жил в Москве на Чистопрудном бульваре, 1а. Умер 17 сентября 1973 года в Москве.